# Joseph Dufour-Denelle
Pour les articles homonymes, voir Joseph Dufour et Dufour.
Cet article possède un paronyme, voir Denel.
Joseph François Dufour-Denelle, né le 14 juillet 1764 à Laon (Aisne) et mort le 16 mai 1841 à Saint-Quentin (Aisne), est un homme politique et organiste français.

## Biographie
Négociant et industriel, conseiller général, il est député de l'Aisne de 1831 à 1833, siégeant dans la majorité soutenant la Monarchie de Juillet.
Il a été l'organiste de la collégiale de Saint-Quentin.
Une place Dufour-Denelle, à Saint-Quentin, est baptisée en hommage.

## Sources
- « Joseph Dufour-Denelle », dans Adolphe Robert et Gaston Cougny, Dictionnaire des parlementaires français, Edgar Bourloton, 1889-1891 [détail de l’édition]